# Ladislav Grosman
Ladislav Grosman (* 4. Februar 1921 in Humenné, Tschechoslowakei; † 25. Januar 1981 in Tel Aviv, Israel) war ein slowakischer Schriftsteller.

## Leben
Ladislav Grosman wurde 1921 in der ostslowakischen Stadt Humenné als Sohn einer jüdischen Familie geboren. Er besuchte von 1931 bis 1939 das Gymnasium in Michalovce. Während des Zweiten Weltkrieges wurde er in einem Arbeitslager in Banská Bystrica interniert. Seine gesamte Familie starb 1944 beim Bombardement von Ružomberok. Beim Slowakischen Nationalaufstand ging Grosman in den Untergrund und schlug sich als Holzfäller, Ziegeleiarbeiter und Erdarbeiter durch.
Nach Kriegsende studierte Grosman in Prag, zuerst Sozialwissenschaften, dann nebenberuflich noch Pädagogik. Er erwarb zwei akademische Titel. Im Anschluss war er als Manager im Buchhandel und als Redakteur tätig. Danach wandte er sich der Schriftstellerei zu. Er schrieb zunächst auf Slowakisch; ab 1958 dann überwiegend in tschechischer Sprache. Bald zeigte er Freunden erste Manuskripte. Unter seinen ersten Arbeiten befand sich auch die Erzählung Die Falle, welche die Geschichte der jüdischen Greisin Rosalia Lautman und des armen slowakischen Tischlers Brtko in der Zeit des Zweiten Weltkrieges erzählt. Nur unter Schwierigkeiten konnte Grosman diese an Tabus der slowakischen Geschichte rüttelnde Erzählung veröffentlichen. Sie erschien schließlich im April 1962 in der literarischen Monatschrift Planten. Die Regisseure Ján Kadár und Elmar Klos baten Grosman daraufhin, die Geschichte zu einem Drehbuch umzuschreiben. Auf dieser Basis entstand 1965 der Spielfilm Das Geschäft in der Hauptstraße mit Ida Kamińska und Jozef Kroner in den Hauptrollen. Der Film wurde mit mehreren Preisen ausgezeichnet, darunter dem Oscar für den besten fremdsprachigen Film. Als Roman erschien Der Laden auf dem Korso in tschechischer Sprache in mehreren Auflagen sowie international in mehreren Übersetzungen.
Nach dem Prager Frühling emigrierte Grosman 1968 nach Israel, wo er sich in Tel Aviv niederließ. Als Dozent und später als Professor unterrichtete er bis zu seinem Tod 1981 slawische Literatur und kreatives Schreiben an der Bar-Ilan-Universität.

## Werke (Auswahl)
- Nevěsta. Köln, Index e.V., 1972.
- Der Laden auf dem Korso. Originaltitel Obchod na korze, Frankfurt am Main, Fischer-Taschenbuch-Verlag, 1982, ISBN 978-3-596-25208-4.